# Florian Ast
Pour les articles homonymes, voir Ast.
Florian Ast (né le 20 juin 1975 à Soleure) est un musicien suisse de rock en dialecte (de). Il chante en dialecte alémanique. Il est également producteur musical.

## Biographie

### Origines et formation
Florian Ast naît le 20 juin 1975 à Soleure. Il grandit à Utzenstorf, dans le canton de Berne.
Après avoir commencé l'école normale puis des études commerciales, il se consacre entièrement à la musique.

### Carrière musicale
Florian Ast est un chanteur de rock en dialecte (de). Il chante en dialecte alémanique.
En 1989, le jeune chanteur et musicien, membre du groupe Generalabonnement, intègre l'accordéon schwytzois (schwyzerörgeli) à la panoplie des instruments usuels du rock (guitare, batterie, basse, clavier). Il signe à l'âge de 18 ans un contrat avec un label discographique international.
Son premier single, Daneli, sort début 1996. Son premier album, Florenstein, est certifié disque d'or et de platine,. Son album suivant Gringo réitère le succès.
En mai 2019 sort le single Sanggaue de l'album Wildsou.
Florian Ast est également un producteur musical, notamment pour DJ Ötzi, Katharina Michel (de) et Peter Kraus.

### Vie personnelle
En 2003[à vérifier], il se marie avec Esther Gander, dont il se sépare en 2011. En mai 2011, il est officiellement annoncé en couple avec la chanteuse Francine Jordi depuis février 2011. La relation dure jusqu'en juin 2012. En août 2012, le chanteur confirme être en couple avec l'actrice Solveig Romero (de). En février 2013, leur séparation est annoncée. Il se met ensuite en couple avec la pianiste helvético-singapourienne Rahel Senn (de) jusqu'en 2017.
Il est père d'un enfant, né en 2015.

## Discographie

### Albums studio
- 1994 : General-Abonnement (maxi-CD)
- 1996 : Florenstein (21e en Suisse[14],  Platine[15])
- 1998 : Gringo (3e en Suisse[14],  Or[15])
- 2000 : Spitz (3e en Suisse[14],  Platine[15])
- 2002 : Bilderbuch (5e en Suisse[14],  Platine[15])
- 2003 : Vollträffer (1er en Suisse[14],  Platine[15])
- 2004 : Astrein (3e en Suisse[14],  Or[15])
- 2007 : Läbeszeiche (1er en Suisse[14],  Platine[15])
- 2007 : Theater National (6e en Suisse[14],  Platine[15])
- 2011 : Lago Maggiore (avec Francine Jordi) (1er en Suisse[16])
- 2012 : Flöru (1er en Suisse[14])
- 2015 : Kurz und bündig (7e en Suisse[14])
- 2016 : Wunschalbum – Best of 20 Jahre
- 2024 : Ast A La Vista[17]

### Singles
- 1996 : Daneli
- 1996 : Grossvater
- 1997 : S’Tröimli (16e en Suisse[14])
- 1997 : Eiger, Mönch u Jungfrou
- 1998 : Meitschi (33e en Suisse[14])
- 1998 : Ueli
- 1999 : Chumm, gib mir dini Hand (37e en Suisse[14])
- 2000 : Ängu (35e en Suisse[14])
- 2000 : Sex (28e en Suisse[14])
- 2000 : Troumfrou
- 2000 : Härzchlopfe
- 2001 : Bild (50e en Suisse[14])
- 2001 : Tanze
- 2002 : Träne (7e en Suisse[14])
- 2003 : Schöni Meitschi (7e en Suisse[14])
- 2004 : Liebeslied
- 2004 : Migros
- 2004 : Radio (4e en Suisse[14])
- 2005 : Schmätterling (57e en Suisse[14])
- 2006 : I mache d’Ouge zue (17e en Suisse[14])
- 2007 : Ohni di (80e en Suisse[14])
- 2007 : We d’Wält ungergeit
- 2007 : Happy Day (32e en Suisse[14])
- 2007 : Heidi (72e en Suisse[14])
- 2008 : I schribe dir
- 2009 : Daneli 09
- 2012 : Bundesrat (56e en Suisse[14])
- 2015 : Rolling Stones
- 2019 : Sanggaue